# Cantón de Ducey
El cantón de Ducey era una división administrativa francesa, que estaba situada en el departamento de Mancha y la región de Baja Normandía.

## Composición
El cantón estaba formado por once comunas, más una fracción de otra comuna:
- Ducey
- Céaux
- Courtils
- Crollon
- Juilley
- Le Mesnil-Ozenne
- Les Chéris
- Marcilly
- Poilley
- Précey
- Saint-Ovin (fracción)
- Saint-Quentin-sur-le-Homme

## Supresión del cantón de Ducey
En aplicación del Decreto nº 2014-246 de 25 de febrero de 2014, el cantón de Ducey fue suprimido el 22 de marzo de 2015 y sus 12 comunas pasaron a formar parte del nuevo cantón de Pontorson.